# 이은정 (골프 선수)
이은정(1988년 1월 11일~)는 대한민국의 골프 선수이다.